# Too Late for Tears
Too Late for Tears (bra: Lágrimas Tardias) é um filme noir estadunidense de 1949 dirigido por Byron Haskin e estrelado por Lizabeth Scott, Arthur Kennedy, Dan Duryea e Don DeFore. O roteiro foi escrito por Roy Huggins, desenvolvido a partir de uma série que ele escreveu para o The Saturday Evening Post.
Originalmente lançado pela United Artists no verão de 1949, o filme foi relançado com o título alternativo Killer Bait em 1955. Recebeu avaliações mistas dos críticos. O filme foi uma bomba de bilheteria, e seu fracasso financeiro resultou na declaração de falência do produtor do filme, Hunt Stromberg.
Em 2015, o UCLA Film and Television Archive e a Film Noir Foundation realizaram uma extensa restauração do filme. A versão foi lançada em 2016 em Blu-ray pela Flicker Alley nos Estados Unidos e pela Arrow Films no Reino Unido.

## Elenco
- Lizabeth Scott como Jane Palmer
- Don DeFore como Don Blake/Blanchard
- Dan Duryea como Danny Fuller
- Arthur Kennedy como Alan Palmer
- Kristine Miller como Kathy Palmer
- Barry Kelley como Tenente Breach

## Recepção
Philip K. Scheuer, do Los Angeles Times, admitiu que Scott "dá ao papel tudo o que ela tem com uma intensidade rosnante e invariável", mas sentiu que, no geral, o filme era "um espécime rotineiro de melodrama criminal".

## Legado
A atuação de Scott em Too Late for Tears é considerada por vários críticos como um de seus melhores trabalhos. Seu papel de femme fatale no filme é considerado um dos mais cruéis e gananciosos do cinema noir, ao contrário de sua atuação anterior em Pitfall (1948), em que seu personagem apresentava um lado frágil e vulnerável. O estudioso de cinema Fabio Vighi observa em Critical Theory and Film: Rethinking Ideology Through Film Noir que: "Como outras mulheres, ela parece imparável, pronta para fazer o que for preciso para atingir seus objetivos".
Em entrevista de 2001, Scott comentou sobre a personagem: "Obviamente, havia uma suavidade e uma quantidade desordenada de qualidades femininas [no personagem]... Quando uma mulher como essa é corrompida, ela se rende a essa corrupção. O dinheiro se torna seu deleite e sua total obsessão, e então ela mataria por isso".
Nas décadas seguintes após o seu lançamento original, Too Late for Tears desenvolveu um culto de seguidores. Todd Weiner, do UCLA Film and Television Archive, escreveu sobre o lançamento do filme em Blu-ray em 2016: "O público de hoje agora o vê como uma resposta à ganância e às ambições materialistas da classe média do pós-guerra na América. Sombriamente satisfatório e atmosfericamente taciturno". O crítico de cinema e o autor Eddie Mueller chamou o filme de "o melhor noir americano não celebrado da era clássica".